# Rue de l'Hôtel-Saint-Paul
Rue de l'Hôtel-Saint-Paul je ulice v Paříži v historické čtvrti Marais. Nachází se ve 4. obvodu.

## Poloha
Ulice vede od křižovatky s Rue Neuve-Saint-Pierre a končí na křižovatce s Rue Saint-Antoine.

## Historie
Název ulice odkazuje na bývalý královský palác hôtel Saint-Pol, který se v těchto místech kdysi rozkládal. Ulice byla zřízena na místě bývalé uličky Passage Saint-Pierre a 6. června 1922 získala svůj současný název.